# Psychopsis versteegiana
Psychopsis versteegiana là một loài thực vật có hoa trong họ Lan. Loài này được (Pulle) Lückel & Braem miêu tả khoa học đầu tiên năm 1982.